# Sysmän lintuvedet
Sysmän lintuvedet este o arie protejată (arie specială de conservare — SAC, sit de importanță comunitară — SCI, arie de protecție specială avifaunistică — SPA) din Finlanda întinsă pe o suprafață de 288 ha, integral pe uscat.

## Localizare
Centrul sitului Sysmän lintuvedet este situat la coordonatele 61°31′14″N 25°41′30″E / 61.5206°N 25.6917°E.

## Înființare
Situl Sysmän lintuvedet a fost declarat arie de protecție specială avifaunistică în august 1998 pentru a proteja 1 specie de plante și 14 specii de animale. Alte tipuri de protecție:
- sit de importanță comunitară (în iunie 2005)
- arie specială de conservare (în aprilie 2015)[1][3][4]

## Biodiversitate
Situată în ecoregiunea boreală, aria protejată conține 2 habitate naturale: Lacuri și iazuri distrofice naturale, Mlaștini turboase de tranziție și turbării mișcătoare.
La baza desemnării sitului se află mai multe specii protejate:
- plante (1): Persicaria foliosa
- păsări (13): lăcar mare (Acrocephalus arundinaceus), cocoșul de mesteacăn (Bonasa bonasia), buhai de baltă (Botaurus stellaris), erete de stuf (Circus aeruginosus), lebădă de iarnă (Cygnus cygnus), cufundar polar (Gavia arctica), cocor (Grus grus), Larus fuscus fuscus, corcodel-urechiat (Podiceps auritus), cresteț pestriț (Porzana porzana), rață cârâitoare (Spatula querquedula), chiră de baltă (Sterna hirundo), fluierar de mlaștină (Tringa glareola)
- nevertebrate (1): libelule (Leucorrhinia pectoralis)

Pe lângă speciile protejate, pe teritoriul sitului au mai fost identificate 2 specii de plante, 1 specie de păsări, 1 specie de nevertebrate.